# Tina Rigdon
Tina Nichole Rigdon (* 27. April 1978 in Maysville, Kentucky; bekannt als Tina Rigdon) ist ein US-amerikanisches Fitness-Model und Fitness-Trainerin.

## Leben
Der erste Erfolg in ihrer Karriere gelang ihr 1999 mit dem ersten Platz der ESPN Series in Miami. 2001 erhielt sie Gold in Sports aerobics, einer Disziplin, die Aerobic und Gymnastik kombiniert.
2003 wurde sie Dritte beim FAME Canada and Fitness South Beach und Erste beim Venus Model Search in Louisville (Kentucky). Im Juni desselben Jahres erhielt sie beim FAME Fitness and Model Expo in Miami Beach die Titel Miss Bikini Universe und Model Universe Champion.
Seit 2000 betreibt sie ein eigenes Fitness-Studio Bodies in Motion in Maysville, wo sie auch wohnt.